# Énergie en Somalie
Le secteur économique de l'énergie en Somalie occupe une place prédominante dans le pays.
La consommation énergétique provient en grande partie des produits pétroliers, bois et le charbon de bois. Les énergies renouvelables comme l'énergie solaire sont appelées à se développer.

## Géographie
La Somalie est un pays situé à l'extrémité orientale de la Corne de l'Afrique entourée par le golfe d'Aden au nord, l'océan Indien à l'est et au sud-est, Djibouti au nord-ouest, l'Éthiopie à l'ouest et le Kenya au sud-ouest, la Somalie possède 3 025 km de côtes et 2 366 km de frontière terrestre dont plus de la moitié avec l'Éthiopie.

## Contexte

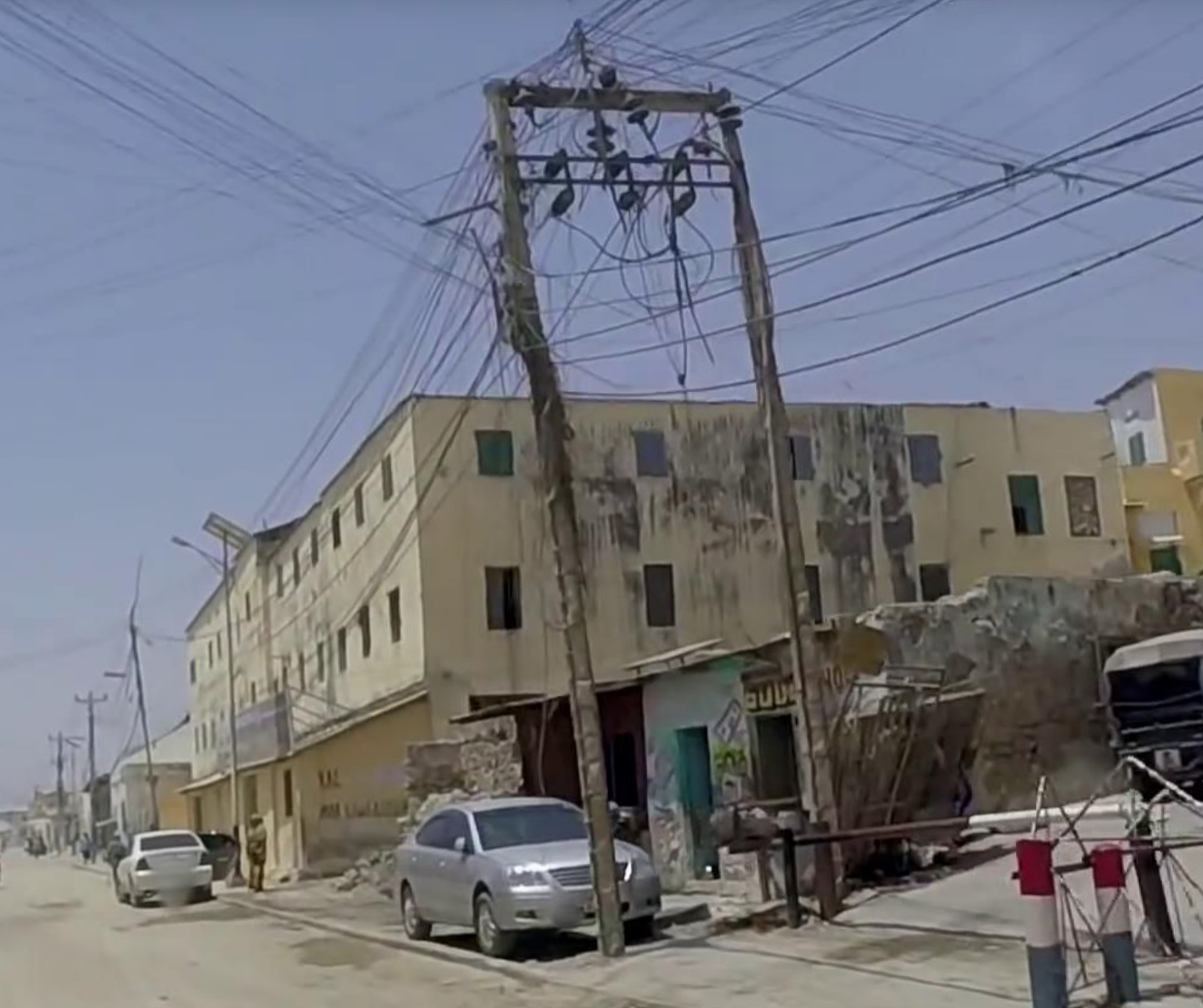
Ancien pylône en béton en forme de H avec disjoncteur, conçu à l'origine pour 3 câbles.

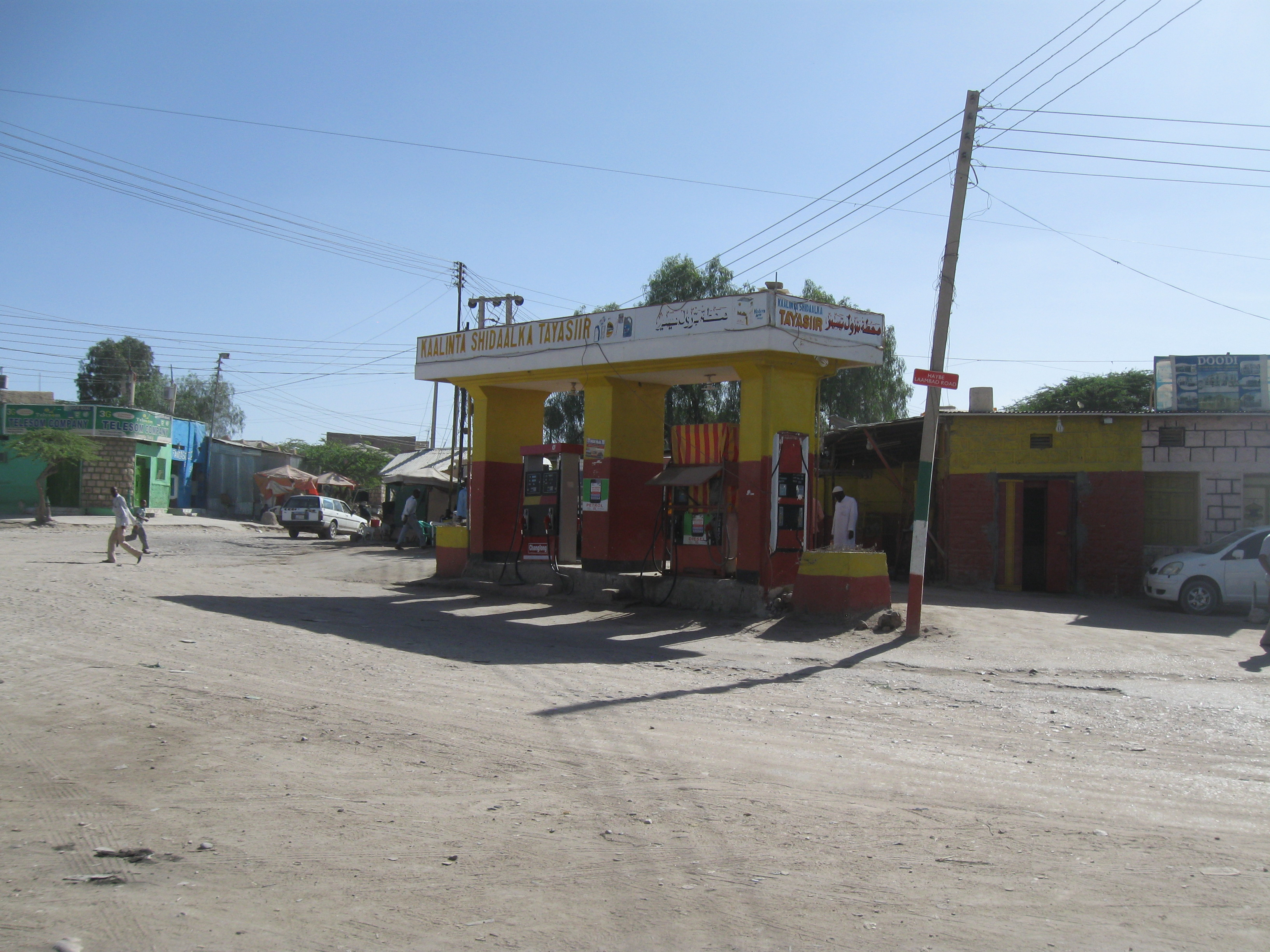
Station service.

La Somalie qui a l'un des taux d'électrification les plus faibles d'Afrique, a longtemps compté sur la thermique fossile pour produire la totalité de son électricité à laquelle seulement 17 % de la population somalienne a accès.
En 2018, 95 % de l’énergie consommée provient des biocarburants et des déchets, suivis des produits pétroliers (4 %) et de l’électricité à (1%)(bilan  énergétique 2020 de l'AFREC). Depuis 2016, le pays commence à s’orienter vers les énergies renouvelables et environ 10 % de son énergie provient désormais de sources renouvelables.
La Banque mondiale estime qu’en Somalie, 11 millions de personnes n’ont pas accès à l’électricité, et les générateurs alimentés au fioul sont la première source d’énergie, coûteuse, avec un prix avoisinant 1 dollar le kilowattheure.
Les besoins énergétiques ruraux et urbains sont  basés sur le bois et le charbon de bois, bien qu'il y ait une utilisation croissante de l'énergie à base de pétrole dans les zones urbaines. Avec la croissance de l'urbanisation, combinée avec le retour de la diaspora somalienne (en), les demandes énergétiques augmentent. Le pays dépend du pétrole importé pour la production d'électricité. L'approvisionnement total  en énergie primaire en 2018 est de 2 998 ktep.

## Énergie atomique
En septembre 2024, dans le cadre de sa stratégie d'utiliser l’énergie nucléaire à des fins pacifiques, la Somalie intègre l’Agence internationale de l’énergie atomique (devenant ainsi le 179e membre de l’AIEA).

## Énergies renouvelables
Le développement des énergies renouvelables du pays est limité en raison de  l’instabilité politique due à la guerre civile depuis les années 1990, du manque d’infrastructures et de financements.
Néanmoins le pays a des atouts :
- Énergie solaire : Le pays bénéficie d’un ensoleillement abondant permettant une production d’électricité à partir de panneaux solaires.
- Énergie éolienne : Les régions côtières et les hauts plateaux ont un potentiel éolien par l’installation d’éoliennes.
- Biomasse : La biomasse, telle que les déchets agricoles et les résidus forestiers, peut produire de l’énergie thermique et électrique.
- Géothermie : La géothermie est une option potentielle en raison de l’activité géothermique dans certaines parties du pays[2].

## Projets
Le programme REACT SSA (Renewable Energy and Climate Technologies in Sub-Saharan Africa) permet aux entreprises privées qui encouragent l’utilisation des énergies renouvelables de bénéficier de subventions et d’une assistance technique.
- Dessalement à l’énergie solaire : Au Somaliland, le Programme des Nations unies pour le développement (PNUD) a financé un projet visant à améliorer l’approvisionnement en eau à Aynabo en utilisant l’énergie solaire[4].